# Meinisberg
Meinisberg (también Meinisberg bei Biel, en francés Montménil) es una comuna suiza del cantón de Berna, situada en el distrito administrativo de Biel/Bienne. Limita al norte con la comuna de Pieterlen, al este con Lengnau bei Biel, al sur con Büren an der Aare, y al occidente con Safnern.
Situada históricamente en el distrito de Büren hasta su desaparición el 31 de diciembre de 2009.

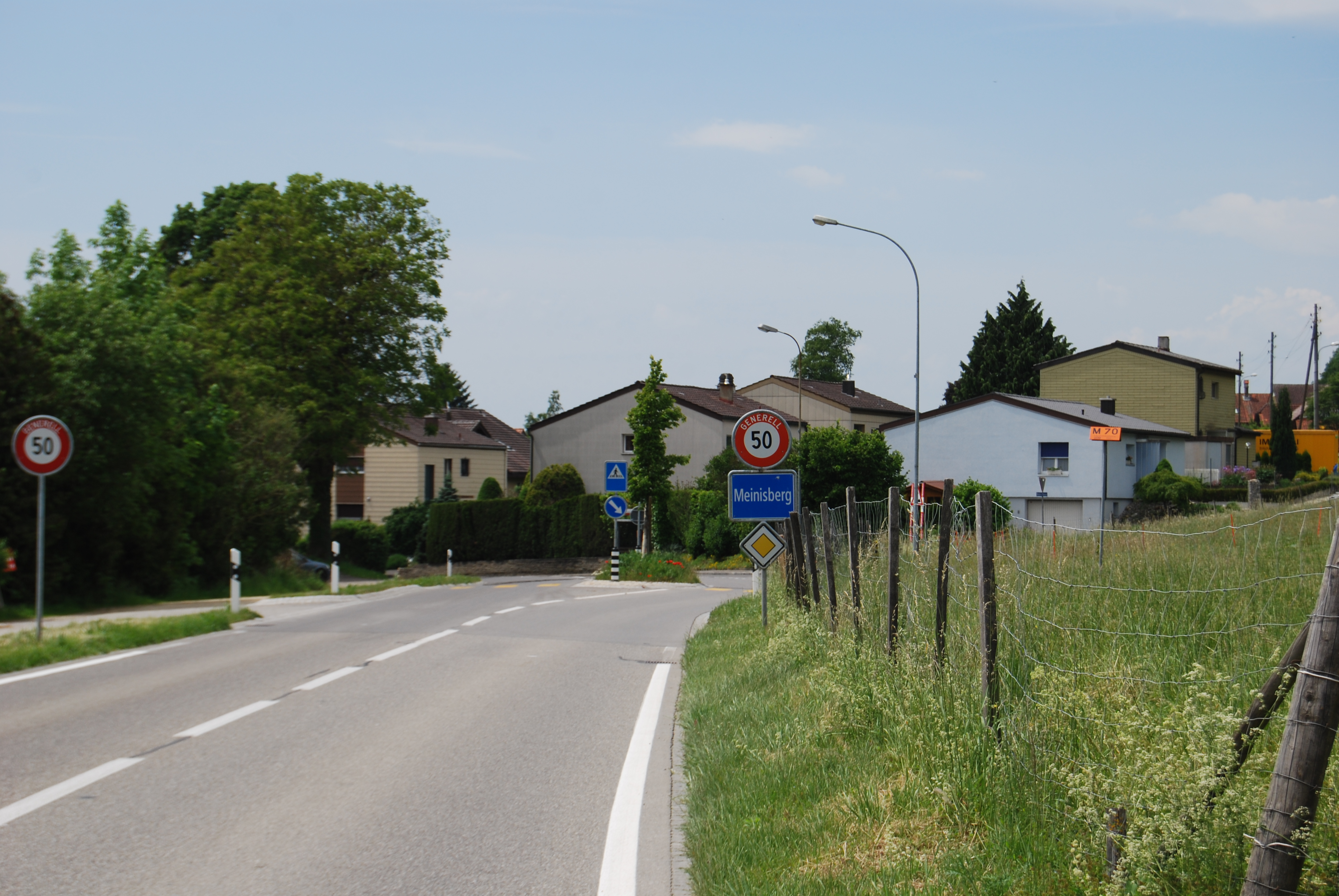
Meinisberg